# ПФК Шумен 2010
Професионален футболен клуб „Шумен 2010“ е футболен клуб в Шумен. Предишни негови имена са ОФК „Шумен“ и „Панайот Волов“.
Отборът играе своите мачове на градския стадион „Панайот Волов“ с капацитет 24 390 места, от които 21 765 седящи. След изпадането си от В футболна група през сезон 2013/14 отборът участва с юношеска формация в редовния сезон 2014/15 на областната група в Шумен, след което на практика прекратява съществуването си. За наследник на отбора се счита „Шумен 1929“.

## История

### Преди 1945
Първият футболен клуб в Шумен е „Футбол Клуб“, основан през 1913. През 1914 той се преименува на „Преслава“, а през 1916 е основан и ФК „Слава“. През 1925 е основан ФК „Сокол“, а първите наистина силни и стабилни шуменски отбори се появяват през 1929 – „Хан Омуртаг“ и „Панайот Волов“. През 1935 футболистите на „Панайот Волов“ достигат до полуфинал на държавното първенство, където губят с 0:1 от станалия впоследствие шампион „Спортклуб“.

### Следвоенен период
През периода 1950 – 1956 г. в града функционират голям брой футболни клубове, представители на т.нар. ДСО (Доброволни спортни организации). От тях само четири участват на ниво Б група – „Спартак“ (1953, 1955, 1956), „Строител“ (1950), „ДНА“ (1953), „Локомотив“ (1955) и „Ударник“ (1951, 1953, 1954). През месец април 1957 е създаден ФК „Панайот Волов“, който „поема щафетата“ от дотогавашния представител на гр. Шумен в Б група за този сезон – футболния отбор на ДСО „Спартак“. Отборът на няколко пъти е на крачка от промоцията в А група, но успява да стори това чак през сезон 1972/73, но завършва на последното място и се завръща в Б РФГ. През сезон 1982/83, вече под името ФК „Шумен“, отборът отново достига до А РФГ. Отборът се представя добре и завършва 11-и, но от БФС решават, че не може да допуснат „Славия“ (отборът, заемащ 14-о място) да изпадне в Б РФГ, и затова се разиграват „дирижирани“ плейофи за оставане в елита, в които ФК „Шумен“ губи. Големите успехи на отбора тепърва предстоят.

### След 1990 – златните години
През сезон 1993/94 отборът отново достига до елита, като завършва на 4-то място в крайното класиране. Този славен период за футболен клуб „Шумен“ е свързан с имената на играещите за кратко в тима величия Пламен Гетов и Божидар Искренов, както и с това на старши треньора Тодор Тодоров. Тази позиция дава право за участие в турнира за Купата на УЕФА. Шуменци изненадващо губят от смятания за аутсайдер Анортозис (Кипър) – 0:1 и 1:2 — и отпадат от по-нататъшната надпревара. След още два сезона в А група, ФК „Шумен“ изпада, но се завръща през сезоните 1998/99 и 1999/2000. През есента на 2000 г. клубът фалира.

### Нова история
През лятото на 2001 се извършва обединение на фалиралия ФК „Шумен“ и „Юнак“ Шумен, като новосъздаденият ФК „Шумен 2001“ започва сезона в Североизточна В група, завършвайки на второ място през 2 поредни сезона. През 2002 футболистите на клуба играят бараж за влизане в Б група, но губят с 0:2 от „Янтра“ (Габрово). Габровци обаче нямат финансовата възможност да играят в Б РФГ и затова отборът на Шумен най-сетне успява да постигне желания успех. През сезон 2003/04 шуменци завършват на 9-о място в крайното класиране. През сезон 2004/05 повтарят същото класиране, но правят няколко запомнящи се мача, нанасяйки и единствената загуба на пловдивския „Ботев“ като домакин – 1:4.
Сезон 2005/06 започва изключително добре за отбора и след есенната част на първенството шуменци се намират на четвърто място в групата, само на 3 точки от втория „Марица“. През пролетта отборът губи форма и насочва вниманието си към турнира за Купата на България, където достига полуфинал, който губи от „Черно море“ с 2:1 след продължения. „Пивоварите“ завършват сезона на седмо място след редица изпуснати шансове за завоюване на второто място, даващо право на бараж за влизане в А група. Сезон 2006/07 също започва с невероятен есенен дял, през който даже Шумен става водач за няколко кръга, но е последван от неудовлетворителен пролетен дял, където поради пет поредни загуби, нелепи равенства и неочаквани загуби, отборът се спуска до седмото място, където и завършва.
От сезон 2007/08, отборът връща старото си име – ПФК „Волов“ (Шумен), а от ръководството съобщават, че новата цел пред тима е класиране във висшата дивизия до 2 сезона. Въпреки това „пивоварите“ не могат да намерят формата си и в средата на сезона се борят за оцеляване, като само силното им представяне през пролетта им помага да стигнат до 9-о място в крайното класиране и да запазят професионалния си статут. През сезон 2009/10 след поредица загуби в началото и отново идването на Валери Венков отборът финишира в крайна сметка на 10-о място в крайното класиране.
През сезон 2010/11 заради задължения, възлизащи на около 300 – 400 хиляди лева, лиценз за Б група не е даден и следва обединение с „Макак 2008“, като отборът се състезава в Североизточна В група, завършвайки 4-ти.
През сезон 2011/12 отборът е в много добро състояние и се класира на първо място в крайното класиране в Североизточна В футболна група. Отборът на „Шумен 2010“ влиза в единната Б група, след като в среща от 30-ия кръг на първенството на Североизточната В група се налага с 2:0 над „Белица“ от едноименното силистренско село. По този начин жълто-сините събират 63 точки и не позволяват на „Две могили“ да ги изпревари в битката за промоция. Така след три години Шумен отново гледа професионален футбол.
В разгара на сезон 2012/13, на 9 октомври пред медиите президентът на клуба Георги Георгиев обявява, че италианските спонсори на ПФК „Шумен“ вече нямат средства да го издържат. Впоследствие се оказва, че отборът се запазва и никой няма намерение да напуска. „Шумен“ завършва полусезона на 11-о място, влизайки за първи път в зоната на изпадащите, след 2 тежки поражения от Видима-Раковски и „Банско“ (1:5 и 1:6, съответно). На 16 януари 2013 ръководството освобождава Енрико Пичони от треньорския пост поради системно неявяване на работа, както и създаване на хаос в дейността на отбора. На 28 февруари го назначава отново след подобряване на отношенията помежду им.

## Визитка
- С най-много мачове за клуба: Стоян Чешмеджиев – 450
- С най-много голове за клуба: Георги Тодоров – 156
- Най-голяма победа – 9:0 (срещу „Бурков“ (Търговище) през 1958, „Хемус“ (Троян) през 1981), 9:1 срещу „Свиленград“ през 2009/10
- Най-голяма загуба – 7:0 (срещу „Спартак“ (Плевен) през 1960)

## Посещаемост по сезони
- Обща посещаемост за сезон 2004/05 в мачове за първенство – 9850 души (средно по 656 на мач) (5-а позиция от 16 отбора)
- Обща посещаемост за сезон 2005/06 в мачове за първенство – 5970 души (средно по 459 на мач) (10-а позиция от 14 отбора)
- Обща посещаемост за сезон 2006/07 в мачове за първенство – 7850 души (средно по 603 на мач) (10-а позиция от 14 отбора)
- Обща посещаемост за сезон 2007/08 в мачове за първенство – 9650 души (средно по 742 на мач) (8-а позиция от 14 отбора)
- Обща посещаемост за сезон 2008/09 в мачове за първенство – 4150 души (средно по 296 на мач) (12-а позиция от 15 отбора)[2]
- Обща посещаемост за сезон 2009/10 в мачове за първенство – 5300 души (средно по 378 на мач) (4-та позиция от 15 отбора)[3]
- Обща посещаемост за сезон 2012/13 в мачове за първенство – 8700 души (средно по 669 на мач) (4-та позиция от 14 отбора)[4]

## Успехи
- 3-то място в Държавното първенство (1935)
- 4-то място в А група (сезон 1993/94)
- 7 участия в А група
- 2 пъти шампион на Б група – сезони 1971/72 и 1982/83
- 2 пъти полуфиналист за Купата на България (1957, 2006)
- едно участие в турнира за Купата на УЕФА (сезон 1993/94)

## Наименования
- Панайот Волов (1.12.1929 – 1946)
- Юнак-Ботев-Волов (1946 – 1947)
- Панайот Волов (1947 – 1980)
- Шумен (1980 – 1985)
- Мадара (1985 – 1989)
- Шумен (1989 – 2001)
- Шумен 2001 (2001 – 15.05.2007)
- Панайот Волов (15.05.2007 – 2010)
- Макак 2008 (2010 – 2011) (след обединение с „Макак“ (кв. Макак, Шумен) от ОФГ Шумен)
- Шумен 2010 (от 2011) (в отбора се влива „Рапид“ (кв. Дивдядово, Шумен)[5]

## Известни футболисти
- Милен Пенчев
- Радостин Русев
- Пламен Гетов
- Божидар Искренов
- Мариус Уруков
- Тодор Праматаров
- Алексей Дионисиев
- Георги Тодоров
- Викторио Павлов
- Александър Димов
- Атанас Атанасов
- Захари Димитров
- Асен Гайдарджиев
- Мирослав Мирославов
- Валери Венков
- Румен Чакъров
- Иван Милчев
- Коста Аврамов
- Емил Равначки
- Ивелин Спасов
- Румен Гълъбов
- Росен Каптиев
- Стоян Чешмеджиев
- Даниел Желязков
- Пламен Димитров Петков
- Борис Якимов
- Кристиян Християнов
- Любомир Николов
- Румен Ангелов
- Красимир Манолов
- Пламен Ценов
- Константин Колев Иванов
- Мирослав Спасов
- Георги Луканов
- Любомир Ангелов
- Константин Мирчев
- Антон Николов
- Цветомир Цонков
- Жечко Желев
- Румен Апостолов
- Цоньо Василев
- Милко Кандиларов
- Иван Танков
- Калин Топузаков
- Юлиян Димитров
- Адриан Исаев
- Антон Николов
- Стойко Стойков
- Мартин Ваклински
- Антон Димитров
- Радостин Русев
- Николай Петрунов
- Стефан Колев
- Шабан Шефкет
- Александър Данков
- Ивайло Киров